# Diocesi di Lubbock
La diocesi di Lubbock (in latino: Dioecesis Lubbokensis) è una sede della Chiesa cattolica negli Stati Uniti d'America suffraganea dell'arcidiocesi di San Antonio. Nel 2021 contava 137.330 battezzati su 496.000 abitanti. È retta dal vescovo Robert Milner Coerver.

## Territorio
La diocesi comprende 25 contee del Texas occidentale, negli Stati Uniti d'America: Bailey, Borden, Cochran, Cottle, Crosby, Dawson, Dickens, Fisher, Floyd, Gaines, Garza, Hale, Haskell, Hockley, Jones, Kent, King, Lamb, Lubbock, Lynn, Motley, Scurry, Stonewall, Terry e Yoakum.
Sede vescovile è la città di Lubbock, dove si trova la cattedrale di Cristo Re (Christ the King).
Il territorio si estende su 60.532 km² ed è suddiviso in 61 parrocchie.

## Storia
La diocesi è stata eretta il 25 marzo 1983 con la bolla Monent prudentia di papa Giovanni Paolo II, ricavandone il territorio dalle diocesi di Amarillo e di San Angelo.

## Cronotassi dei vescovi
Si omettono i periodi di sede vacante non superiori ai 2 anni o non storicamente accertati.
- Michael Jarboe Sheehan † (25 marzo 1983 - 17 agosto 1993 nominato arcivescovo di Santa Fe)
- Plácido Rodríguez, C.M.F. (5 aprile 1994 - 27 settembre 2016 ritirato)
- Robert Milner Coerver, dal 27 settembre 2016

## Statistiche
La diocesi nel 2021 su una popolazione di 496.000 persone contava 137.330 battezzati, corrispondenti al 27,7% del totale.
| anno | popolazione | popolazione | popolazione | presbiteri | presbiteri | presbiteri | presbiteri                | diaconi | religiosi | religiosi | parrocchie |
| anno | battezzati  | totale      | %           | numero     | secolari   | regolari   | battezzati per presbitero | diaconi | uomini    | donne     | parrocchie |
| ---- | ----------- | ----------- | ----------- | ---------- | ---------- | ---------- | ------------------------- | ------- | --------- | --------- | ---------- |
| 1990 | 50.185      | 454.600     | 11,0        | 48         | 35         | 13         | 1.045                     | 26      | 13        | 47        | 37         |
| 1999 | 55.781      | 410.180     | 13,6        | 42         | 33         | 9          | 1.328                     | 48      |           | 38        | 36         |
| 2000 | 55.781      | 451.995     | 12,3        | 44         | 34         | 10         | 1.267                     | 48      | 10        | 29        | 34         |
| 2001 | 55.701      | 451.995     | 12,3        | 45         | 38         | 7          | 1.237                     | 49      | 7         | 27        | 36         |
| 2002 | 55.701      | 486.910     | 11,4        | 52         | 45         | 7          | 1.071                     | 49      | 7         | 24        | 34         |
| 2003 | 80.742      | 451.995     | 17,9        | 54         | 46         | 8          | 1.495                     | 49      | 8         | 27        | 37         |
| 2004 | 80.742      | 451.995     | 17,9        | 55         | 47         | 8          | 1.468                     | 49      | 8         | 26        | 62         |
| 2013 | 90.300      | 509.800     | 17,7        | 52         | 41         | 11         | 1.736                     | 71      | 11        | 21        | 62         |
| 2016 | 138.772     | 520.849     | 26,6        | 52         | 39         | 13         | 2.668                     | 64      | 13        | 25        | 63         |
| 2019 | 138.800     | 532.275     | 26,1        | 58         | 41         | 17         | 2.393                     | 65      | 17        | 28        | 62         |
| 2021 | 137.330     | 496.000     | 27,7        | 48         | 36         | 12         | 2.861                     | 87      | 12        | 26        | 61         |